# ميكي ديوار
ميكي ديوار (بالإنجليزية: Mickey Dewar)‏ هي أمينة متحف ومؤرخة ومُدرسة أسترالية، ولدت في 1956 في ملبورن في أستراليا، وتوفي بنفس المكان في 23 أبريل 2017 بسبب تصلب جانبي ضموري.